# ヨン・アイヴィデ・リンドクヴィスト
ヨン・アイヴィデ・リンドクヴィスト (John Ajvide Lindqvist、1968年12月2日 - ) は、スウェーデンの作家。

## 来歴
ストックホルム郊外のブラッケバーリ (Blackeberg) に育つ。作家としてデビューする以前、12年間にわたりマジシャン兼スタンダップ・コメディアンとして活動していた。
恋愛や社会的リアリズムを孕んだヴァンパイア・ホラー小説『MORSE -モールス-』は2004年に発行され、国内外で成功を収めた。ゾンビの興隆、あるいは「二度生きること」を扱った第2作『Hanteringen av odöda』は2005年に発行された。2006年には短編集『Pappersväggar』を発表した。2007年、『Tindalos』がスウェーデンの新聞『ダーゲンス・ニュヘテル』で連載され、同時に同紙のウェブサイトで自身の朗読によるオーディオブックが無料で公開された。作品はすべてオードフロント社から発行されており、さまざまな言語に翻訳されている。
小説家としての活動の側、スウェーデン・テレビのドラマシリーズ『Kommissionen』や、自身の作品の映画化『ぼくのエリ 200歳の少女』の脚本も書いている。
モリッシーの熱心なファンであり、デビュー作の原題 Låt den rätte komma in (英: Let the Right One In) はモリッシーの楽曲 "Let the Right One Slip In" から、『Pappersväggar』中の一編はザ・スミスの「ショップリフターズ」 ("Shoplifters of the World Unite") から採られている。さらに『Människohamn』のメイン・キャラクターのうち2人は、モリッシーの熱心なファンで、生活の多くをモリッシーの歌詞の引用で過ごしている。
リンドクヴィストの父は溺死している。『Hanteringen av odöda』と『Pappersväggar』中の一編ではともに海が邪悪な力として登場し、『Människohamn』では海が恐ろしい存在として大きな役割を果たしている。

## 作品リスト
- MORSE -モールス- Låt den rätte komma in (2004)
- Hanteringen av odöda (2005)
- Pappersväggar (2006)
- Människohamn (2008)
- Lilla stjärna (2010)
- Låt de gamla drömmarna dö (2011)
- Tjärven (2011)